# Cyana
Cyana is een geslacht van vlinders uit de familie van de spinneruilen (Erebidae).

## Soorten
- C. africana (Holland, 1893)
- C. amatura (Walker, 1863)
- C. arenbergeri Karisch, 2003
- C. basisticta (Hampson, 1914)
- C. bigutta Karisch, 2005
- C. capensis (Hampson, 1903)
- C. delicata (Walker, 1854)
- C. ellipsis Karisch & Dall'Asta, 2010
- C. flammeostrigata Karisch, 2003
- C. fulvia (Linnaeus, 1758)
- C. grandis (Mabille, 1879)
- C. hecqi Karisch & Dall'Asta, 2010
- C. heidrunae (Hoppe, 2004)
- C. klausruedigerbecki Karisch, 2005
- C. klohsi Karisch, 2003
- C. loloana (Strand, 1912)
- C. luchoana Karisch, 2003
- C. margarethae (Kiriakoff, 1958)
- C. marshalli (Hampson, 1900)
- C. nemasisha Roesler, 1990
- C. nyasica (Hampson, 1918)
- C. pallidilinea Karisch, 2003
- C. paramargarethae Karisch & Dall'Asta, 2010
- C. pretoriae (Distant, 1897)
- C. puella (Drury, 1773)
- C. quentini Karisch, 2003

- C. rejecta (Walker, 1854)
- C. rhodostriata (Hampson, 1914)
- C. rubristriga (Holland, 1893)
- C. rubritermina (Bethune-Baker, 1911)
- C. rubriterminalis (Strand, 1912)
- C. rufeola Karisch & Dall'Asta, 2010
- C. rufifrons (Rothschild, 1912)
- C. ruwenzoriana Karisch, 2003
- C. saalmuelleri (Butler, 1882)
- C. togoana (Strand, 1912)
- C. torrida (Holland, 1893)
- C. trigutta (Walker, 1854)
- C. tripuncta (de Toulgoët, 1980)
- C. ueleana Karisch, 2003
- C. ugandana (Strand, 1912)